# 美少女戦士セーラームーン Pretty Guardian SAILORMOON 全曲集
『美少女戦士セーラームーン Pretty Guardian SAILORMOON 全曲集』（びしょうじょせんしセーラームーン・ぜんきょくしゅう）は、テレビドラマの『美少女戦士セーラームーン』の全曲イメージアルバム作品集。2004年11月25日にコロムビアミュージックエンタテインメントより発売された。全19曲収録。

## 概要
テレビドラマ『美少女戦士セーラームーン』のキャラクターソングと挿入歌に完全収録。オープニングテーマ「キラリ☆セーラードリーム!」のオリジナルTVサイズ初CD化、愛野美奈子の新曲「Happy time,Happy life」を含む全19曲に収録。

## 曲目リスト
1. キラリ☆セーラードリーム!（オリジナルTVサイズ） （1:25）
  - 作詞：武内直子／作曲：羽場仁志／編曲：京田誠一／歌：小枝
2. C'est la vie 〜私のなかの恋する部分 （4:01）
  - 作詞：岩里祐穂／作曲：平間あきひこ／編曲：平間あきひこ／歌：愛野美奈子（小松彩夏）
3. 肩越しに金星 （4:35）
  - 作詞：武内直子／作曲：小幡英之／編曲：秋葉原健介／歌：愛野美奈子（小松彩夏）
4. オーバーレインボー♥ツアー （3:43）
  - 作詞：武内直子／作曲：髙見優／編曲：Gary Newby／歌：月野うさぎ（沢井美優）
5. 桜・吹雪 （4:27）
  - 作詞：美羅来留ミナ／作曲：高見優／編曲：高見優／歌：火野レイ（北川景子）
6. 約束 （4:25）
  - 作詞：美羅来留ミナ／作曲：Gary Newby／編曲：Gary Newby／歌：水野亜美（浜千咲）
7. Here we go! -信じるチカラ- （4:27）
  - 作詞：田形美喜子／作曲：高見優／編曲：高見優／歌：月野うさぎ（沢井美優）
8. 星降る夜明け （5:02）
  - 作詞：田形美喜子／作曲：小幡英之／編曲：Gary Newby／歌：火野レイ（北川景子）
9. Romance （3:45）
  - 作詞：杉浦篤／作曲：杉浦篤／編曲：秋葉原健介／歌：愛野美奈子（小松彩夏）
10. ラブリー・エール （4:17）
  - 作詞：美羅来留ミナ／作曲：Audio Highs／編曲：Audio Highs／歌：木野まこと（安座間美優）
11. Change of pace （4:01）
  - 作詞：shin／作曲：小幡英之／編曲：Gary Newby／歌：黒木ミオ（有紗）
12. Miracle Dance Night （4:15）
  - 作詞：杉浦篤／作曲：杉浦篤／編曲：祐天寺浩美／歌：木野まこと（安座間美優）
13. Mi Amor （4:52）
  - 作詞：田形美喜子／作曲：吉川慶／編曲：吉川慶／歌：水野亜美（浜千咲）
14. Sweet Little Resistance （4:31）
  - 作詞：田形美喜子／作曲：小幡英之／編曲：Gary Newby／歌：セーラールナ（小池里奈）
15. Friend （4:28）
  - 作詞：丸山真哉／作曲：高見優／編曲：高見優／歌：月野うさぎ（沢井美優）・水野亜美（浜千咲）・火野レイ（北川景子）・木野まこと（安座間美優）・愛野美奈子（小松彩夏）
16. Kiss!2 Bang!2 （3:27）
  - 作詞：田形美喜子／作曲：高見優／編曲：高見優／歌：愛野美奈子（小松彩夏）
17. さよなら〜sweet days （4:54）
  - 作詞：shin／作曲：ムラマツテツヤ／編曲：ムラマツテツヤ／歌：愛野美奈子（小松彩夏）
18. I'm here （4:50）
  - 作詞：shin／作曲：杉浦篤／編曲：Gary Newby／歌：愛野美奈子（小松彩夏）
19. Happy time,Happy life （4:22）
  - 作詞：田形美喜子／作曲：杉浦篤／編曲：Audio Highs／歌：愛野美奈子（小松彩夏）